# マチェイ・コヴァージュ
マチェイ・コヴァージュ（Matěj Kovář, 2000年5月17日 - ）は、チェコ・ウヘルスケー・フラジシュチェ出身のプロサッカー選手。PSVアイントホーフェン所属。チェコ代表。ポジションはゴールキーパー。

## 経歴

### クラブ
スロヴァーツコの下部組織で育ち、2018年に渡英してマンチェスター・ユナイテッドの下部組織に入団。
2020年8月28日、EFLリーグ1のスウィンドン・タウンにローン移籍。マンチェスター・ユナイテッド復帰後の2021-22シーズンは背番号51でトップチームに登録されたが、出場機会は訪れなかったため、1月31日にバートン・アルビオンにローンで加入した。
2022年9月9日、母国チェコのスパルタ・プラハにローン移籍。加入後すぐにレギュラーに定着し、リーグ戦28試合に出場してシーズン最優秀選手GKに選出され、クラブの2013-14シーズン以来となるリーグ優勝に貢献した。
2023年8月15日、ドイツのバイエル・レヴァークーゼンに4年契約で完全移籍。移籍金は770万ポンドで、契約には買い戻しオプションが含まれると報じられた。正GKのルーカス・フラデツキーが健在であったこともあり、自身は主にカップ戦に出場。UEFAヨーロッパリーグ、DFBポカール合わせて16試合に出場。2024年1月27日、リーグ第19節のボルシア・メンヒェングラートバッハ戦でブンデスリーガ初出場。クリーンシートを達成した。
2024-25シーズンはリーグ戦の出場機会を増やし、UEFAチャンピオンズリーグでも6試合でゴールマウスを守ったが、フラデツキーの壁は高く、2025年7月15日、オランダのPSVアイントホーフェンにローン移籍。契約には買い取りオプションが設定されている。

### 代表
2017年以降、チェコの各世代別代表に選出されており、2019年にはUEFA U-19欧州選手権ではグループステージの全3試合に出場。2021年には、UEFA U-21欧州選手権のメンバーに選出されたが、マルティン・イェドリチュカが正GKを務め、この大会での出場機会はなかった。
2024年3月26日、アルメニア代表との親善試合でA代表初出場。
6月にはUEFA EUROのメンバーに選出された。第3戦のトルコ戦では正GKのインジフ・スタニェクが負傷したため、55分から交代出場。しかしチームは大会史上最多の18枚のカード（イエロー16、レッド2）が提示された乱戦の末に敗れ、グループステージ敗退となった。

## 個人成績

### クラブ
| 国内大会個人成績 | 国内大会個人成績     | 国内大会個人成績 | 国内大会個人成績 | 国内大会個人成績 | 国内大会個人成績 | 国内大会個人成績 | 国内大会個人成績 | 国内大会個人成績 | 国内大会個人成績 | 国内大会個人成績 | 国内大会個人成績 |
| 年度             | クラブ               | 背番号           | リーグ           | リーグ戦         | リーグ戦         | リーグ杯         | リーグ杯         | オープン杯       | オープン杯       | 期間通算         | 期間通算         |
| 年度             | クラブ               | 背番号           | リーグ           | 出場             | 得点             | 出場             | 得点             | 出場             | 得点             | 出場             | 得点             |
| イングランド     | イングランド         | イングランド     | イングランド     | リーグ戦         | リーグ戦         | FLカップ         | FLカップ         | FAカップ         | FAカップ         | 期間通算         | 期間通算         |
| ---------------- | -------------------- | ---------------- | ---------------- | ---------------- | ---------------- | ---------------- | ---------------- | ---------------- | ---------------- | ---------------- | ---------------- |
| 2020-21          | スウィンドン・タウン | 1                | リーグ1          | 18               | 0                | 1                | 0                | 1                | 0                | 20               | 0                |
| 2021-22          | バートン・アルビオン | 1                | リーグ1          | 6                | 0                | -                | -                | -                | -                | 6                | 0                |
| チェコ           | チェコ               | チェコ           | チェコ           | リーグ戦         | リーグ戦         | リーグ杯         | リーグ杯         | オープン杯       | オープン杯       | 期間通算         | 期間通算         |
| 2022-23          | スパルタ・プラハ     | 1                | 1.リガ           | 28               | 0                | -                | -                | 4                | 0                | 32               | 0                |
| チェコ           | チェコ               | チェコ           | チェコ           | リーグ戦         | リーグ戦         | リーグ杯         | リーグ杯         | オープン杯       | オープン杯       | 期間通算         | 期間通算         |
| 2023-24          | レヴァークーゼン     | 17               | ブンデスリーガ   | 1                | 0                | -                | -                | 4                | 0                | 5                | 0                |
| 2024-25          | レヴァークーゼン     | 17               | ブンデスリーガ   | 5                | 0                | -                | -                | 4                | 0                | 9                | 0                |
| オランダ         | オランダ             | オランダ         | オランダ         | リーグ戦         | リーグ戦         | リーグ杯         | リーグ杯         | KNVBカップ       | KNVBカップ       | 期間通算         | 期間通算         |
| 2025-26          | PSV                  | 32               | エールディヴィジ |                  |                  | -                | -                |                  |                  |                  |                  |
| 通算             | イングランド         | イングランド     | リーグ1          | 24               | 0                | 1                | 0                | 1                | 0                | 26               | 0                |
| 通算             | チェコ               | チェコ           | 1.リガ           | 28               | 0                | -                | -                | 4                | 0                | 32               | 0                |
| 通算             | ドイツ               | ドイツ           | ブンデスリーガ   | 6                | 0                | -                | -                | 8                | 0                | 14               | 0                |
| 通算             | オランダ             | オランダ         | エールディヴィジ |                  |                  | -                | -                |                  |                  |                  |                  |
| 総通算           | 総通算               | 総通算           | 総通算           | 58               | 0                | 1                | 0                | 13               | 0                | 72               | 0                |

### 代表
| チェコ代表 | 国際Aマッチ | 国際Aマッチ |
| 年         | 出場        | 得点        |
| ---------- | ----------- | ----------- |
| 2024       | 9           | 0           |
| 2025       | 4           | 0           |
| 通算       | 13          | 0           |

## タイトル

### クラブ
スパルタ・プラハ
- 1.リガ（2022-23）[6]

バイエル・レヴァークーゼン
- ブンデスリーガ（2023-24）[22]
- DFBポカール（2023-24）[22]
- DFLスーパーカップ（2024）

### 個人
- 1.リガ シーズン最優秀GK（2022-23）[6]